# Курбыш (приток Пауста)
Курбыш — река в России, протекает в Кольском районе Мурманской области. Река вытекает из озера Туолпъявр на высоте 275,4, впадает в Верхнетуломское водохранилище. Длина реки составляет 29 км, площадь водосборного бассейна 130 км². Основной приток — Чинглис.

## Данные водного реестра
По данным государственного водного реестра России относится к Баренцево-Беломорскому бассейновому округу, водохозяйственный участок реки — Тулома от истока до Верхнетуломского гидроузла, включая Нот-озеро. Речной бассейн реки — бассейны рек Кольского полуострова, впадает в Баренцево море.
По данным геоинформационной системы водохозяйственного районирования территории РФ, подготовленной Федеральным агентством водных ресурсов:
- Код водного объекта в государственном водном реестре — 02010000312101000002599

Несмотря на то, что Верхнетуломское водохранилище было заполнено в 1964—1965 годах в реестре река Курбыш считается впадающей в Пауст.